# Germán Tamás
Germán Tamás (Gyula, 1987. március 26. –) labdarúgó, jelenleg a Szeged-Csanád Grosics Akadémia játékosa.

## Pályafutása
Germán Tamás Békéscsabán kezdte a labdarúgást, majd 2006-ban korosztályos csapatok után be is mutatkozott a felnőtt csapatban. Több klubban is megfordult , majd 2013 óta a Szeged meghatározó labdarúgója és csapatkapitánya.

## Sikerei, díjai
Szeged-Csanád Grosics Akadémia:
- Gólkirály: NB III 2013-14